# Mickey's Kerstfeest
Mickey's Kerstfeest (Engels: Mickey's Christmas Carol) is een korte Disney-tekenfilm, gebaseerd op A Christmas Carol, een boek van Charles Dickens uit 1843. De personages uit het oorspronkelijke verhaal van Dickens worden hier vertolkt door allerlei figuren uit andere korte en lange Disney-tekenfilms.
Mickey's Christmas Carol kwam op 20 oktober 1983 uit in het Verenigd Koninkrijk, en op 16 december van dat jaar in de Verenigde Staten.
Er is ook een stripverhaalversie van gemaakt.

## Het verhaal
De overwerkte en onderbetaalde Bob Cratchit werkt voor Ebenezer Scrooge, een gierigaard met een hart van steen, die nooit iets weggeeft. Op kerstavond vragen twee collectanten, een bedelaar op straat en Scrooges eigen neef Fred een aalmoes van Scrooge, maar die weigert ook maar een cent weg te geven. Scrooge jaagt iedereen weg uit zijn kantoor en ook Cratchit wenst hij geen vrolijk kerstfeest.
Als Scrooge die avond naar huis gaat, verschijnt ineens de geest van zijn precies zeven jaar geleden overleden medewerker Jacob Marley. De geest van Marley vertelt aan Scrooge wat hem is overkomen: als straf voor de gierigheid die hij tijdens zijn leven tentoonspreidde, moet Marley sinds zijn dood voor eeuwig ronddwalen met loodzware kettingen. Marley waarschuwt Scrooge dat als hij zijn leven niet betert, hem na zijn eigen dood hetzelfde zal overkomen. Scrooges kettingen zullen zelfs nog zwaarder zijn dan die van Marley.
Die nacht verschijnen er achtereenvolgens drie geesten aan Scrooge. De eerste geest herinnert Scrooge aan zijn verleden en zijn mislukte liefdesleven met Isabel, die hij in zijn jonge jaren tijdens een feest bij zijn werkgever Mr. Fezziwig ontmoette. Scrooge beloofde eerst met Isabel te zullen trouwen, waarna hij haar in de steek liet om haar jaren later ook nog uit haar huis te zetten. Later die nacht verschijnt de tweede geest, die van het heden. Hij neemt Scrooge mee naar het huis van Cratchit, die zijn arme gezin moet zien te onderhouden en nu een heel armzalig kerstdiner serveert. De tweede geest voorspelt dat de stoel van Cratchits jongste zoontje, de kleine Tim die ernstig ziek is, binnenkort leeg zal zijn. Als Scrooge aan de tweede geest vraagt wat die daarmee bedoelt, is de tweede geest ineens verdwenen. Voor Scrooge staat nu de derde geest, die samen met hem in de toekomst kijkt, als Tim zal zijn gestorven en begraven. Als Scrooge dit ziet, krijgt hij diep berouw. Vervolgens ziet Scrooge ook zijn eigen graf, dat net werd gedolven. De derde geest zegt tegen Scrooge dat die de rijkste man op het hele kerkhof is en duwt hem dan schaterlachend het open graf in. Terwijl Scrooge wanhopig om genade smeekt en belooft dat hij zijn leven zal beteren, ziet hij onder zich vlammen (van de hel) branden.
Dan ligt Scrooge ineens weer gewoon in zijn eigen bed. Hij kijkt uit het raam en ziet dat het kerstochtend is. Scrooge heeft nu geleerd dat vriendschap het belangrijkste is. Hij wenst nu iedereen alsnog een vrolijk kerstfeest en geeft iedereen die de avond ervoor om een aalmoes vroeg toch nog iets. Ook benoemt hij Cratchit tot zijn nieuwe zakenpartner en hij zal hem voortaan beter betalen. Scrooge belooft ook een dokter voor Tim te zullen zoeken en betalen.

## Rolverdeling
| Personage      | Rol                         | Stemacteur                | Stemacteur 1984       | Stemacteur 1992       |
| -------------- | --------------------------- | ------------------------- | --------------------- | --------------------- |
| Dagobert Duck  | Ebenezer Scrooge            | Alan Young                | Johnny Kraaijkamp jr. | Johnny Kraaijkamp jr. |
| Mickey Mouse   | Bob Cratchit                | Wayne Allwine             | Wim T. Schippers      | Marcel Maas           |
| Donald Duck    | Neef Fred                   | Clarence Nash             | Anita Heilker         | Anita Heilker         |
| Rat            | Collectoor voor de armen    | Hal Smith                 | Harrie Geelen         | Harrie Geelen         |
| Mol            | Collectoor voor de armen    | Will Ryan                 | Hein Boele            | Hein Boele            |
| Goofy          | Jacob Marley                | Hal Smith                 | Harrie Geelen         | Harrie Geelen         |
| Japie Krekel   | Kerstgeest van het Verleden | Eddie Caroll              | Hein Boele            | Olaf Wijnants         |
| Katrien Duck   | Isabel                      | Patricia Parris           | Corry van der Linden  | Corry van der Linden  |
| Willie de Reus | Kerstgeest van het Heden    | Will Ryan                 | Harrie Geelen         | Harrie Geelen         |
| Puk & Max      | Tim & Peter Cratchit        | Onbekend                  | Onbekend              | Onbekend              |
| Wezels         | Grafdelvers                 | Wayne Allwine / Will Ryan | Onbekend              | Onbekend              |
| Boris Boef     | Kerstgeest van de Toekomst  | Will Ryan                 | Hero Muller           | Hero Muller           |

Verder is ook Pad uit  De Avonturen van Ichabod en meneer Pad (1949) hier te zien als Mr. Fezziwig, en duiken er diverse karakters op uit Robin Hood (1973) en Heksen & Bezemstelen (1971). Ook Kwik, Kwek en Kwak, Knabbel en Babbel, Karel Paardenpoot, Clarabella Koe, Oma Duck en Gijs Gans hebben een rol als bijfiguur; ze zijn de gasten op het feest van Mr. Fezziwig.
Wim T. Schippers is op de dvd-versies enkel te horen op "Disney's winter vertellingen" en "Mickey Mouse in living color 2".

## Varia
- Walt Disney Pictures maakte in 2009 A Christmas Carol, een nieuwe verfilming van het klassieke verhaal van Dickens, maar nu met gewone mensen in plaats van Disney-karakters.